# HD 27322
HD 27322，又名BD+56 905，SAO 24563、HR 1342，是一颗恒星，视星等为5.88，位于銀經149.03，銀緯4.7，其B1900.0坐标为赤經4h 13m 43.2s，赤緯+56° 4.7′ 58″。